# 停車場 (鐵路)
停車場是鐵路列車停放的處所，以最廣義而言，包括車站（含貨運站）、號誌站或調車場（編組場）等等。狹義的停車場定義為鐵路車站以外，一切供列車長時間停放的處所。

## 日本JR定義
據JR新幹線與在来線的運轉處理實施基準規程之總則內，其用詞定義如下。
- 新幹線
  - 「停車場」係指車輛在車站、車輛基地（有施行列車保安方式的列車基地為限）及號誌站等。
- 在來線
  - 「停車場」係指車站、調車場、號誌站等。
  - 「停留所」係指停車場內沒有設置號誌機、出發號誌機，而且不提供（閉塞區間）。

## 台灣
停車場是供鐵路列車長時間停放的處所，如台鐵調車場、高鐵列車基地、捷運機廠等。

### 台鐵
主要有七堵調車場、樹林調車場、富岡基地、新竹調車場、嘉義調車場、新左營調車場、潮州基地、花蓮機廠。此外各車站的側線也常用於暫停列車。

### 高鐵
主要為燕巢總機廠、左營基地、烏日基地、六家基地、太保基地等，部分車站周邊亦設有小型停車軌與檢修設施。北部的汐止基地仍在興建中，未來計劃隨高鐵南港車站開業而啟用。

### 捷運
捷運機廠、袋狀軌等，如臺北捷運淡水信義線的北投機廠，松山新店線的新店機廠，中和新蘆線的蘆洲機廠、中和機廠，板南線的南港機廠、土城機廠，文山內湖線的內湖機廠、木柵機廠
新北捷運環狀線的南機場，淡海輕軌的淡海機廠，安坑輕軌的安坑機廠
台中捷運綠線的北屯機廠
高雄捷運紅線的岡山機廠、小港機廠，高雄捷運橘線的大寮機廠;高雄捷運環狀線的前鎮機廠
桃園國際機場捷運的蘆竹機廠、青埔機廠

## 中國大陆

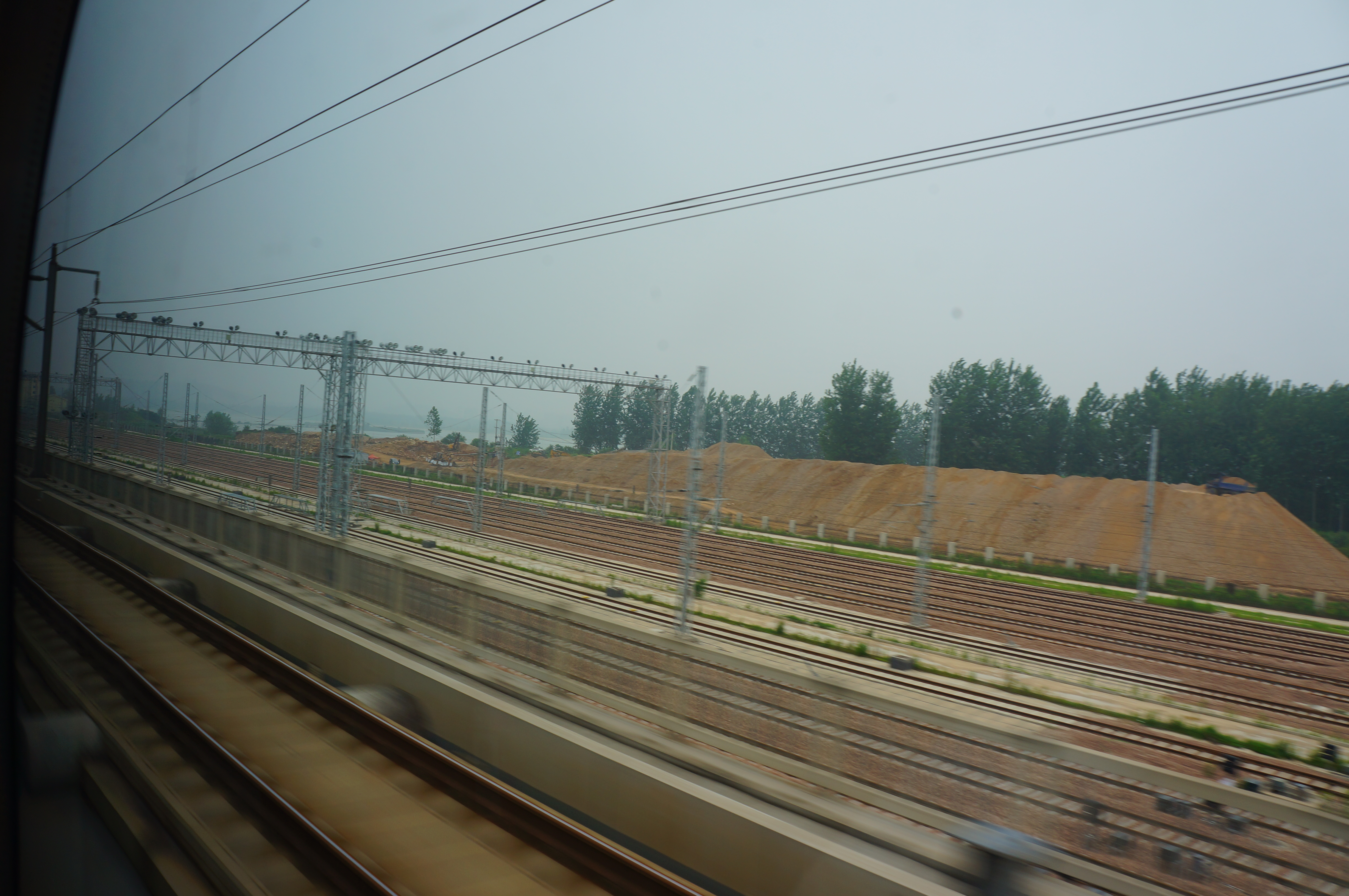
徐州东站附近设有存车场以存放过夜列车，但没有整备能力

中国大陆国铁系统内并没有以停车场定义的设施，但有诸如存车线、存车场等类似称呼。而在地鐵系統當中（例如深圳地鐵），則設有停車場，為地鐵列車提供清潔、簡單修理及停放地方（上一級為定修車輛段，為列車進行更全面維修，亦提供停放空間；最高級為大修車輛段，為數條路線的列車提供大型維修及存放空間）。